# Victor Barbosa
Victor Barbosa (28 maart 2007) is een Nieuw-Zeelands voetballer die onder contract ligt bij Auckland United FC.

## Carrière
Barbosa genoot zijn jeugdopleiding bij Auckland United FC. Op 22 juni 2024 maakte Barbosa zijn debuut in de Northern League: in de competitiewedstrijd tegen Tauranga City (4-2-winst) mocht hij in de slotfase invallen. In augustus 2024 mocht Barbosa invallen in de competitiewedstrijden tegen Manurewa AFC (1-3-winst) en Bay Olympic FC (3-2-winst).